# کوزان (سیریک)
کوزان (ترکی استانبولی: Kozan) یک محله در ترکیه است که در ناحیهٔ سریک، آنتالیا واقع شده است. جمعیت این محله تا سال ۲۰۲۲ برابر با ۳۳۱ نفر بوده است.